# 神殿之谷
神殿之谷（意大利语：、西西里语：Vaddi di li Tempri）是意大利西西里大区阿格里真托市南面一座拥有古希腊神殿遗迹的山丘。阿格里真托的神殿之谷是希腊境外保存最完好的古希腊神庙群。1997年神殿之谷以“阿格里真托考古区”的名义被联合国教科文组织列入《世界遗产目录》。

## 朱诺·拉西尼亚神殿

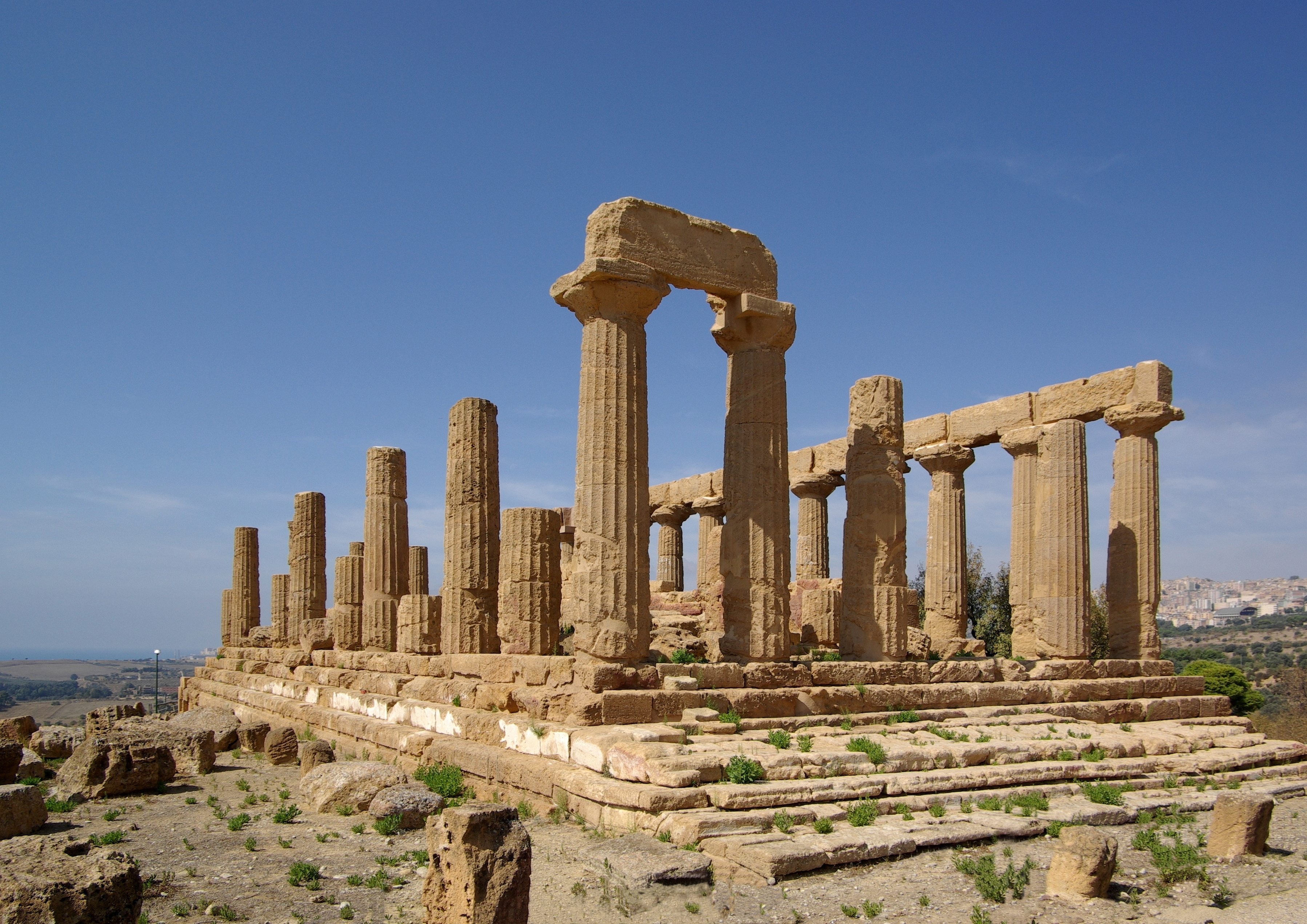
朱诺·拉西尼亚神殿

这座神殿建造于公元前450年，38.15 x16.90米：这是一座多立克风格的围柱式建筑物，横向6根柱子，纵向13根柱子，前面有门廊，以及后殿，底部有四层台阶。